# Салогуб, Алексей Тимофеевич
Алексей Тимофеевич Салогуб — советский хозяйственный и государственный деятель, Герой Социалистического Труда.

## Биография
Родился в 1929 году. Член КПСС.
В 1962—1989 — бригадир тракторной бригады колхоза «Украина» села Новая Дмитриевка Золотоношского района Черкасской области.
Указом Президиума Верховного Совета СССР от 8 апреля 1971 года присвоено звание Героя Социалистического Труда с вручением ордена Ленина и золотой медали «Серп и Молот».
Жил в селе Ольхи Черкасской области.

## Награды и звания
- Герой Социалистического Труда (08.04.1971)
- Орден Ленина (08.04.1971)
- Орден Октябрьской Революции (08.12.1973)
- Орден Знак Почёта (23.06.1966, 22.12.1977)